# Frantic Freddie
Frantic Freddie è un videogioco pubblicato nel 1983 per Commodore 64 dalla piccola azienda canadese Commercial Data Systems. È un tipico videogioco a piattaforme vecchio stile, con protagonista Frantic Freddie (lett. "Freddie frenetico"), un tecnico del telefono che si arrampica su pali telefonici.
Una conversione non ufficiale venne pubblicata non commercialmente per Amiga nel 1990.
Un altro remake gratuito è Frantic Freddie Returns per PC, del 2014.

## Modalità di gioco
Il giocatore controlla Freddie in un ambiente di gioco bidimensionale, a schermata fissa e visto di profilo. I livelli sono composti da piattaforme orizzontali, che coprono sempre l'intera larghezza dello schermo, e da pali telefonici che le collegano, iniziando e terminando ad altezze variabili, dotati di pioli di servizio su entrambi i lati.
Freddie può soltanto correre sulle piattaforme e arrampicarsi sui pali. I pali fungono sia da scale, sia da barriere per Freddie; questi può salire e scendere su entrambi i lati dei pali, ma non li può attraversare, quindi per superare un palo può essere necessario risalirlo fino in cima e ridiscendere dall'altra parte.
Per completare un livello bisogna raccogliere tutte le pentole d'oro sparse sulle piattaforme, evitando nel frattempo i Greeblies, mostri che hanno aspetto diverso in ogni livello, e si aggirano su piattaforme e pali allo stesso modo di Freddie. Compaiono anche stelle e altri oggetti in movimento che si possono raccogliere per ottenere bonus di punteggio.
Durante il gioco passano continuamente scritte scorrevoli in cima allo schermo, non legate allo svolgimento della partita, e ogni due livelli vengono mostrati intermezzi animati umoristici.
La colonna sonora è costituita da numerose cover di canzoni sia classiche (diversi brani di Scott Joplin), sia contemporanee (Boogie Fever, Crazy Little Thing Called Love, Don't Bring Me Down, A Fifth of Beethoven, Kodachrome).